# 吸盤亜目
吸盤亜目(Cotylea) は、扁形動物ヒラムシ目の分類の一つ。腹面の生殖孔の後位に吸盤のような器官をもつ。

## 分類
殆どがホヤなど捕食する肉食で、触葉には眼点を保有する。
- ニセツノヒラムシ科　Pseudocerotidae　クロスジニセツノヒラムシ等
- エウリレプタ科　Euryleptidae　プロステケラエウス等
- ホソヒラムシ科 Prosthiotomidae
- ペリケリス科 Pericerididae
- Boniniidae科　Boniniidae